# Girard (Kansas)
Girard è un comune degli Stati Uniti d'America, situato nello Stato del Kansas, nella contea di Crawford, della quale è il capoluogo.